# Wen Ťiang
Wen Ťiang (čínsky: 文姜; † 673 př. n. l.) byla princeznou státu Čchi a vévodkyní státu Lu během období Jar a podzimů ve starověké Číně. Byla dcerou vévody Si z Čchi a sestrou vévody Sianga a vévody Chuana z Čchi. Byla hlavní manželkou vévody Chuana z Lu a matkou vévody Čuanga z Lu. Nejvíce je známa pro svůj incestní vztah se svým bratrem, vévodou Siangem, který nechal zavraždit jejího manžela. Její rodové jméno bylo Ťiang (姜), osobní jméno není známo, a Wen bylo její posmrtné jméno.

## Manželství a narození dítěte
Roku 709 př. n. l., za vlády svého otce vévody Si z Čchi, se Wen Ťiang provdala za vévodu Chuana z Lu, který nastoupil na trůn sousedního státu Lu v roce 712 př. n. l. O tři roky později Wen Ťiang porodila syna. Chlapec se narodil ve stejný den jako jeho otec, a proto dostal jméno Tchung, což znamená „stejný“, a stal se korunním princem státu Lu.

## Vražda vévody Chuana z Lu
V roce 698 př. n. l. zemřel otec Wen Ťiang, vévoda Si z Čchi, a na trůn nastoupil její synovec, vévoda Siang z Čchi. Ještě před svým sňatkem s vévodou Chuanem z Lu měla Wen Ťiang se svým starším nevlastním bratrem, vévodou Siangem, incestní poměr.
V roce 694 př. n. l. navštívili Wen Ťiang a její manžel vévoda Chuan její rodný stát Čchi a Wen Ťiang s vévodou Siangem obnovili svůj sexuální vztah. Když se vévoda Chuan o jejich poměru dozvěděl, vévoda Siang přikázal svému nevlastnímu bratru princi Pcheng-šengovi, aby vévodu Chuana zavraždil, až bude opilý.
Lid státu Lu byl zločinem vévody Sianga pobouřen, ale nemohl nic podniknout, protože stát Čchi byl silnější. Aby stát Lu uklidnil, nechal vévoda Siang popravit Pcheng-šenga (čínsky: 公子彭生) jako obětního beránka. Korunní princ Tchung, syn Wen Ťiang a vévody Chuana, poté nastoupil po svém otci na trůn a stal se známým jako vévoda Čuang z Lu.

## Pozdější život
Po smrti manžela zůstala Wen Ťiang v Čchi a pokračovala v incestním vztahu se svým bratrem vévodou Siangem. Roku 693 př. n. l. se vévoda Siang oženil s dcerou krále dynastie Čou, který byl formálně panovníkem celé Číny, avšak čouská princezna zemřela už o rok později. V roce 686 př. n. l. byl vévoda Siang zavražděn svým bratrancem Wu-č’, jenž si uzurpoval trůn v Čchi, ale byl následující rok zabit. Na trůn státu Čchi poté nastoupil princ Siao-paj, další bratr Wen Ťiang, známý jako vévoda Chuan z Čchi.
Wen Ťiang zemřela v sedmém měsíci roku 673 př. n. l., během 21. roku vlády svého syna, vévody Čuanga.

## Další děti
Kromě vévody Čuanga měla Wen Ťiang s vévodou Chuanem ještě dva syny, jménem Šu Ja a Ťi Jou. Vévoda Chuan měl také staršího syna jménem Čching-fu s konkubínou. Čching-fu, Šu Ja a Ťi Jou se stali zakladateli tří mocných rodů, které později ovládaly moc v Lu. Společně jsou nazýváni „Tři Chuani“, protože všichni byli potomky vévody Chuana. Rod Ťi Joua, nazývaný Ťi-sun nebo Ťi, nakonec vytvořil odštěpenecký stát Fej.